# Alessandro Tasca
Alessandro Tasca Filangeri di Cutò (Palermo, 5 gennaio 1874 – Palermo, 17 novembre 1943) è stato un politico italiano.

## Biografia
Alessandro Tasca Filangeri Principe di Cutò è ricordato per avere unito la propria provenienza aristocratica e l'impegno politico nel Partito Socialista Italiano e a fianco della povera gente. A partire da fine Ottocento, finanziò e fondò, fra l'altro, alcuni giornali dal forte carattere polemico: tra questi L'Isola di Napoleone Colajanni, Gibus e il foglio socialista La Battaglia, sul quale scriveva articoli al vetriolo contro i potenti palermitani e siciliani.
A causa di un articolo, il 5 marzo del 1902 fu arrestato, con l'accusa di avere diffamato il senatore Paternò, ex sindaco di Palermo, che Tasca accusò di avere gestito l'amministrazione cittadina in modo non corretto. In carcere l'eccentricità del principe di Cutò si manifestò nel singolare arredamento della sua cella, fatta abbellire con tappeti, dipinti e tende provenienti dal proprio palazzo di famiglia. La sua scarcerazione fu festeggiata dall'Unione Operaia con un sontuoso banchetto in suo onore. Solo dopo la sua uscita dal penitenziario palermitano dell'Ucciardone, l'inchiesta nata per verificare le accuse che Alessandro Tasca aveva mosso contro il senatore Paternò si concluse, dando ragione al principe e portando al conseguente scioglimento del Consiglio comunale di Palermo.
Nel 1903 sposò Marie Thérèse (detta Ama) Zakrzewska, da cui ebbe due figli: Gioia ed Alessandro. Eletto al Parlamento nel 1906, Alessandro Tasca vi restò per sedici anni. Dopo l'iniziale entusiasmo per la corrente massimalista, negli anni trascorsi in Parlamento, si avvicinò alle idee riformiste. Negli stessi anni aderì alla Massoneria di Palazzo Giustiniani. Nonostante la sua costante attenzione per i deboli e gli umili, amava frequentare i circoli aristocratici, fra cui il Bellini di Palermo. La sua doppia natura di aristocratico e di convinto militante socialista gli valse l'appellativo di “Principe Rosso”, con cui veniva spesso definito.
Il suo temperamento generoso verso i poveri e gli oppressi, unito alla passione per le belle donne, lo portarono a spendere una fortuna e a contrarre debiti. Ben presto si ridusse povero, chiedendo, non di rado, aiuti economici ai suoi parenti aristocratici benestanti.
Alessandro Tasca Filangeri di Cutò muore povero a Palermo nel 1943.
Nell'aprile del 2007, con la collaborazione di altri esponenti della cultura siciliana, Bent Parodi crea a Palermo l’Associazione Alessandro Tasca Filangeri di Cutò.